# Megapolis (spel)
Megapolis is een gratis online stedenbouwspel waarbij je je eigen virtuele stad creëert. Het spel is officieel gelanceerd op Facebook op 12 december 2012 door Social Quantum. Op 24 april 2014 werd het spel ook uitgebracht op de Amazon Appstore en later op de Samsung Galaxy Store. Vanaf 31 december 2020 is de Facebook-flashversie opgeschort vanwege de opheffing van Adobe Flash Player. Spelers konden de iOS- en Android-versies van Megapolis downloaden in de App Store en Google Play Store, en inloggen met Facebook om verder te spelen in hun huidige stad. Het spel is populair in meer dan 20 landen.

## Het spel
In het spel ontwerp je je eigen stad. Dit kan door middel van het bouwen van woonhuizen, appartementen en hotels, het ontwikkelen van commerciële en gemeentelijke infrastructuur, te doen aan industriële productie en het zorgen voor een energienetwerk en watervoorziening. Spelers kunnen onder andere de infrastructuur van de stad verbeteren, onderzoekscentra bouwen en wetenschap en industrie bevorderen.
In de eerste stadia richten spelers zich op het ontwerpen en bouwen van hun stad. In de meer gevorderde stadia worden de sociale aspecten van het spel belangrijker, omdat spelers bouwmaterialen van buren moeten krijgen om missies en andere bouwprojecten te voltooien.
De steden van vrienden kunnen bezocht worden en vrienden kunnen elkaar vervolgens helpen met het sneller bouwen van verschillende objecten. Ook kunnen vrienden elkaar materialen sturen waarmee ze hun bouwprojecten kunnen voltooien.

## Nederlandse gebouwen
Het spel telt meer dan 700 unieke gebouwen. Vele daarvan zijn gebaseerd op bouwwerken uit de echte wereld, zo ook bouwwerken uit Nederland. Hieronder kun je een tabel vinden met daarin de Nederlandse bouwwerken die als inspiratie dienden voor gebouwen in Megapolis.
| 's-Hertogenbosch | Almere       | Amsterdam                | Den Haag     | Eindhoven | Groningen      | Heerenveen           | Roosendaal | Rotterdam                        | Utrecht |
| ---------------- | ------------ | ------------------------ | ------------ | --------- | -------------- | -------------------- | ---------- | -------------------------------- | ------- |
| Armada           | Fashion Dome | ARCAM                    | Vredespaleis | De Blob   | Academiegebouw | Dommerholt Advocaten | Paviljoen  | De Rotterdam                     | De Cope |
|                  | The Wave     | Cross Towers             |              |           |                |                      |            | Kubuswoningen                    |         |
|                  |              | Enneüs Heermabrug        |              |           |                |                      |            | Millenniumtoren                  |         |
|                  |              | Felix Meritis            |              |           |                |                      |            | Scheepvaart en Transport College |         |
|                  |              | Fletcher Hotel Amsterdam |              |           |                |                      |            | Witte Huis                       |         |
|                  |              | IJ-toren                 |              |           |                |                      |            |                                  |         |
|                  |              | Ito-toren                |              |           |                |                      |            |                                  |         |
|                  |              | Rembrandttoren           |              |           |                |                      |            |                                  |         |
|                  |              | Rietlandpark 311-341     |              |           |                |                      |            |                                  |         |
|                  |              | Searching for Utopia     |              |           |                |                      |            |                                  |         |
|                  |              | Teleport Tower           |              |           |                |                      |            |                                  |         |
|                  |              | The Sharing Tower        |              |           |                |                      |            |                                  |         |

## Belgische gebouwen
Ook zijn er in het spel bouwwerken gebaseerd op bouwwerken uit België. In de tabel hieronder staan deze bouwwerken.
| Antwerpen            | Brasschaat                               | Brussel          | Gent        | Laarne             | Lennik               | Leuven              | Mechelen                                                       | Oudenaarde              | Yvoir               |
| -------------------- | ---------------------------------------- | ---------------- | ----------- | ------------------ | -------------------- | ------------------- | -------------------------------------------------------------- | ----------------------- | ------------------- |
| Havenhuis            | Watertoren Brasschaat in Laarsebeekdreef | Atomium          | Gravensteen | Kasteel van Laarne | Kasteel van Gaasbeek | Stadhuis van Leuven | Sculptuur You can buy my heart and my soul in ZOO Planckendael | Stadhuis van Oudenaarde | Kasteel van Spontin |
| Museum aan de Stroom |                                          | Philipspaviljoen |             |                    |                      |                     |                                                                |                         |                     |
|                      |                                          | Philipspaviljoen |             |                    |                      |                     |                                                                |                         |                     |